# دعاء المجير
دعاء المجير وهو دعاء مروي عن النّبي محمد نزل به جَبرئيل على النبي وهو يصلّي في مقام النّبي ابراهيم في المسجد الحرام. وله ثمانية وثمانون قسما، تتكرر في كل قسم عبارة «أجرنا من النار يا مجير» 

## سند الدعاء
دعاء المجير منقول عن النبي محمد وقد نزل به جبرئيل على النبي حينما كان يصلي في مقام إبراهيم وقد ذكر هذا الدعاء إبراهيم بن علي الكفعمي في كتابيه البلد الأمين والمصباح.

## سبب التسمية
مفردة المجير هي اسم من أسماء الله ويتكرر هذا الأسم في كلّ من أقسام الدعاء ولذلك سمّي الدعاء بـ «المجير» نسبة إلى هذا الاسم.

## آثار الدعاء وما له من الفضل
ذكر الكفعمي هذا الدّعاء في كتابيه البلد الأمين والمصباح وأشار في الهامش إلى ما له من الفضل، ومن جملتها إنّ من دعا به في الأيام البيض من شهر رمضان غفرت له ذنوبه ولَو كانت عدد قطر المطر، وورق الشجر، ورمل البر ويجدى في شفاء المريض وقضآء الدّين والغنى عن الفقر ويفرّج الغَم ويكشف الكرب.

## محتوي الدعاء
سبحانك يا دائم تعاليت يا قائم" وينتهي كلّ قسم بعبارة: أجرنا من النار يا مجير. ویختتم هذا الدعاء بـهذا القسم: «سُبْحَانَكَ يَا ذَا الْعِزِّ وَ الْجَمَالِ تَبَارَكْتَ يَا ذَا الْجَبَرُوتِ وَ الْجَلالِ سُبْحَانَكَ لا إِلَهَ إِلا أَنْتَ سُبْحَانَكَ إِنِّي كُنْتُ مِنَ الظَّالِمِينَ فَاسْتَجَبْنَا لَهُ وَ نَجَّيْنَاهُ مِنَ الْغَمِّ وَ كَذَلِكَ نُنْجِي الْمُؤْمِنِينَ وَ صَلَّى اللَّهُ عَلَى سَيِّدِنَا مُحَمَّدٍ وَ آلِهِ أَجْمَعِينَ وَ الْحَمْدُ لِلَّهِ رَبِّ الْعَالَمِينَ وَ حَسْبُنَا اللَّهُ وَ نِعْمَ الْوَكِيلُ وَ لا حَوْلَ وَ لا قُوَّةَ إِلا بِاللَّهِ الْعَلِيِّ الْعَظِيمِ.»

## الوصلات الخارجية
- استمع الي دعاء المجير بصوت الحاج ميثم التمار علي موقع يوتيوب